# Cementerio de San Francisco Javier
El Cementerio de San Francisco Javier (en portugués, Cemitério de Sâo Francisco Xavier) es la mayor de las diversas necrópolis que componen el conjunto conocido popularmente como Cementerio de Caju, ubicado en el distrito de Caju, en la zona norte de Río de Janeiro. Es el cementerio más grande del Estado de Río de Janeiro, con 441.000 m², y uno de los más grandes de Brasil. Los otros cementerios que forman el conjunto de necrópolis son el Cementerio de la Tercera Orden del Carmelo, el Cementerio de la Venerable Tercera Orden de San Francisco de la Penitencia y el Cementerio comunal Israelita de Caju. Fue fundado oficialmente el 18 de octubre de 1851, en el mismo lugar donde ya existía un cementerio de esclavos desde 1839, y es administrado por Concessionária Reviver desde 2015, después de más de 150 años de administración de la Santa Casa de Misericordia.

## Historia
Originalmente ubicado frente a la playa de São Cristóvão, que desapareció debido a varios vertederos. Era el antiguo Campo da Misericórdia, utilizado desde 1839, cuando el cuerpo de " Vitória, criolla, hija de Thereza, esclava de Manoel Rodrigues dos Santos " (ortografía arcaica de la época) fue enterrado el 2 de julio y fue utilizado para entierros de esclavos hasta 1851, cuando, por decreto Nº 842, de 16 de octubre del mismo año, fueron fundados los cementerios públicos de São Francisco Xavier y el Cementerio de São João Batista.
Para la transformación en cementerio público se adquirieron varias fincas vecinas y, de esta forma, se aumentó mucho la superficie. El 8 de noviembre de 1851, informó el proveedor de la Santa Casa José Clemente Pereira, el Cementerio São Francisco Xavier estaba en condiciones de poder prestar servicios dentro de los 15 días del reglamento n° 796. En efecto, el 5 de diciembre fue enterrada una "africana libre n. 187, de Manguinhos, perteneciente a la Casa de Corrección, que murió en el Hospital da Misericórdia, de gastroenterocolitis". El último cuerpo enterrado en el Campo Santo da Misericórdia, en 1851, fue el de un africano libre, enviado desde la Casa de Corrección, entierro número 2218.
A lo largo de los años, fueron necesarios varios terraplenes y allanamiento del terreno para hacer que toda el área fuera plana y seca, ya que es pantanosa debido a la proximidad de la Bahía de Guanabara. Para los terraplenes se aclareó un cerro que existía en la parte norte de la necrópolis.

## Características
El cementerio tiene la parte frontal cerrada por un alto muro de mampostería, y en la parte central de este muro, una monumental reja de hierro, sobre base de granito, iniciada y rematada por dos portones de hierro. En medio de esta barandilla, se encuentra el edificio utilizado como vestíbulo de la necrópolis, formado por dos pabellones con fachadas de granito que flanquean el imponente pórtico. Esta construcción fue proyectada originalmente por el ingeniero José María Jacinto Rebelo; fue, sin embargo, ejecutado con modificaciones que le dieron mayor grandeza por el arquitecto Francisco Joaquim Béthencourt da Silva.
Frente a esta puerta, siga la calle principal, que medía 22 metros de ancho, yendo desde la entonces Praia de São Cristóvão, en línea recta, hasta el lugar llamado Retiro Saudoso, del otro lado del barrio Caju. Cortando esta avenida principal, se encuentra la monumental cruz de granito, una obra de cantería digna de admirar porque, aun con la dificultad de ejecutarla en un material tan duro, los artesanos realizaron una escultura considerada tan grácil como ligera.
El cementerio disponía originalmente de sepulturas temporales por un período de siete años y, como deseaban las familias, también vendía sepulturas perpetuas, razón por la cual existen ricas tumbas e imponentes capillas construidas a lo largo de todos los tiempos.
Dentro del recinto del cementerio, en su extremo sureste, también se encuentra la Quadra dos Acatólicos, reservada para el enterramiento de judíos y protestantes. Fue utilizado antes de la construcción del vecino Cemitério Comunal Israelita do Caju. Repleto de tumbas antiguas e históricas, ha sido objeto de estudios, libros y diversas tesis.
Otro espacio de 1.885 metros cuadrados, cercado con una baranda, con piso enlosado con cerámica francesa, es el Cementerio de São Pedro, reservado para los sacerdotes católicos de la orden del mismo nombre. Fue adquirido en 1866 por la Hermandad del Príncipe de los Apóstoles de São Pedro, como consecuencia del legado que recibió del padre José Luís de Oliveira.
Originalmente, la mayoría de los entierros eran para los habitantes de la región norte de la ciudad y, como está cerca del barrio de San Cristóbal, muchas personalidades del imperio fueron enterradas allí a lo largo de la mitad del siglo XIX. Pero, curiosamente, un ciudadano francés fue la primera persona de reconocida nobleza enterrada allí; Williers de l'Isle de Adam, vizconde de l'Isle de Adan, soltero de 65 años, fallecido en el Centro de Salud de Morro do Livramento el 10 de julio de 1852.
Entre las capillas y tumbas más destacadas se encuentran las del arquitecto Antonio Jannuzzi; del Barón de Mangaratiba; el vizconde de Rio Branco ; la benefactora de la Santa Casa, Luísa Rosa Avondano Pereira; el proveedor José Clemente Pereira; el periodista y locutor Miguel Gustavo; y Benjamim de Oliveira, el primer payaso negro de Brasil, que murió el 30 de mayo de 1954.
Una de las tumbas más curiosas es el llamado “Mausoleo Integralista” (en realidad un osario), que alberga los restos de los militantes integralistas muertos durante el Levantamiento del 11 de mayo de 1935.
El médico y autor de memorias Pedro Nava, que allí está enterrado, escribió, en su libro Balão Cativo, una de las más bellas y sentimentales descripciones del cementerio de Caju y sus tumbas. La impresión de la primera visita que hizo allí cuando era niño fue que "pasando por su pórtico de piedra (tuvo) la percepción omnipresente (y para siempre arraigada y duradera) de un impacto silencioso y formidable".